# 浙江省舟山中學
浙江省舟山中学，通称舟山中學，簡稱“舟中”，成立於民國10年（1921年），是舟山历史上最早的中等学校。原校址位於定海鎮鰲山麓，2012年遷至臨城新區西部。

## 名称
舟山中学（舟中）在非正式的书面中也偶写作“舯”。

## 辦學規模

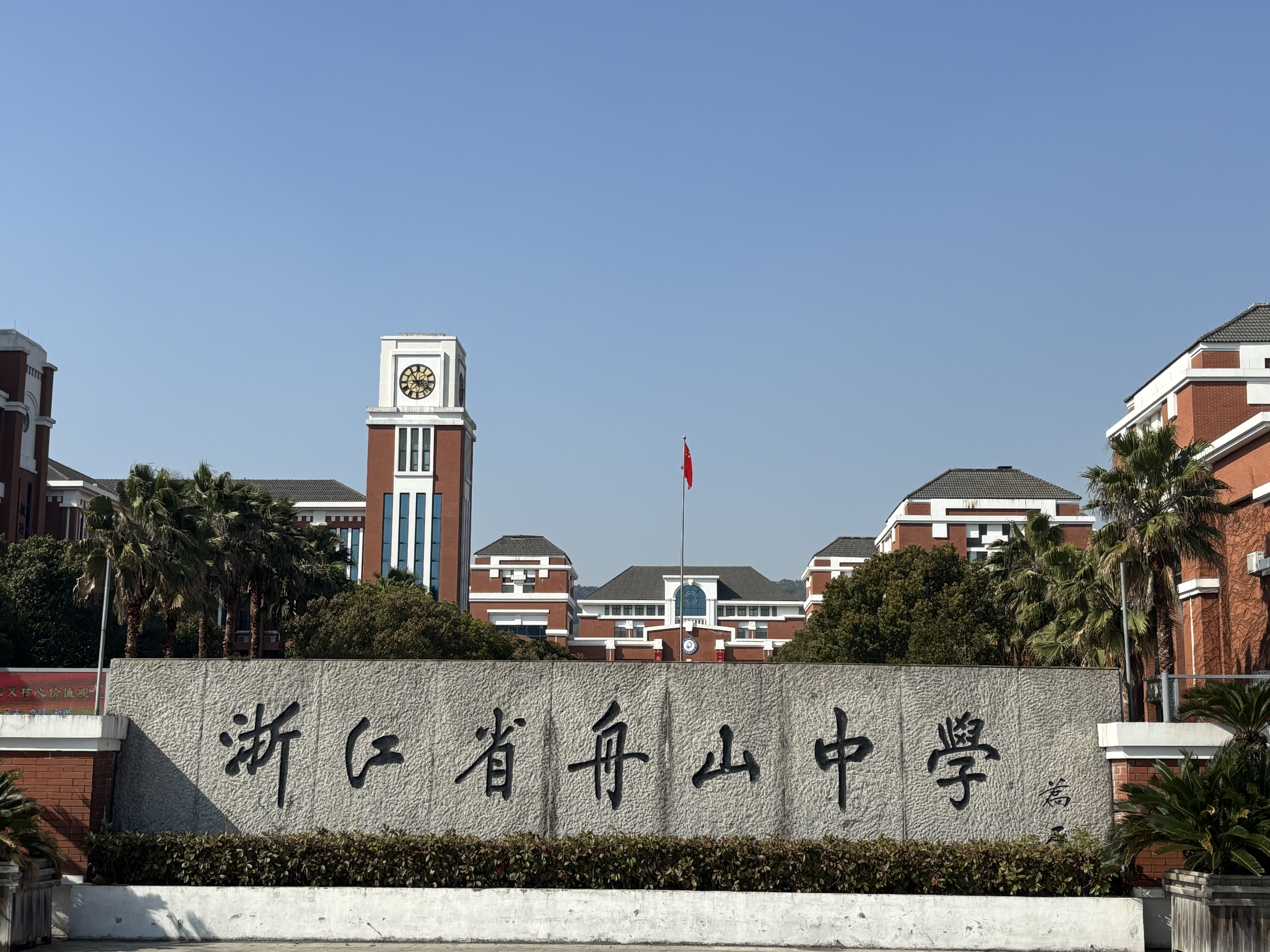
浙江省舟山中学南门

2018年5月時，共有38个教学班，1300余名在校学生，在编教职工188人，特级教师4名，舟山市挂牌名师14名，中美双文凭AP实验班美籍教师5名，具有正高级职称教师1人，中学高级教师职称教师127名。
2022年2月时，共有36个教学班（每年级12个），3个中美AP实验班（每年级1个），1300余名在校学生，在编教职工182人，特级教师2名，正高级教师3名，高级教师109名，市名师名班主任13名，国际班外籍教师4名。2023级时，该年级教学班数量减至11个（含融合班）；2024级时又恢复至12个（含融合班）。
舟山中学每年级1班、2班为理科实验班，8班通常为文科实验班。舟山中学面向初中应届毕业生实施「强基计划」特色招生，招生人数为100人。理科实验班均由入围强基计划的学生组成。
舟山中学国际部设国际课程班（简称「国际班」）和中外融合课程班（简称「融合班」），修完课程的学生可获得中美学校双文凭。

## 评价
陈毅：「舟山中学，有人称它是『革命摇篮』，因为这个学校的许多毕业生都投身到新四军担任各级干部。」

## 历任主要领导
| 私立舟山初级中学 | 私立舟山初级中学 |
| ---------------- | ---------------- |
| 1921-1927        | 董景安           |
| 1928-1939        | 方同源           |
| 1946-1947        | 周纫秋           |
| 1949             | 黄齐望           |
| 1950-1952        | 张全龄           |
| 定海县立中学     |                  |
| 1945             | 黄齐望           |
| 1946             | 顾礼宁           |
| 1947             | 钟文甫           |
| 1949             | 安一德           |
| 1950             | 顾礼宁           |
| 1952年两校合并后 |                  |
| 1952             | 顾礼宁、张全龄   |
| 1953-1958        | 顾礼宁、董文德   |
| 1958             | 扬瑞华           |
| 1958-1960        | 朱景鉴、杨瑞华   |
| 1960-1963        | 朱景鉴、李村农   |
| 1964-1969        | 李村农           |
| 1970-1971        | 戴金城           |
| 1971             | 俞庆良           |
| 1972             | 俞庆良、裴怀礼   |
| 1973-1978        | 裴怀礼           |
| 1979-1980        | 刘涛、裴怀礼     |
| 1981-1982        | 裴怀礼、崔志鹤   |
| 1982-1983        | 裴怀礼、倪岳明   |
| 1984             | 倪岳明、陈定生   |
| 1985-1988        | 倪岳明、徐国远   |
| 1988-1993        | 倪岳明           |
| 1993-1999        | 陈定生           |
| 1999-2007        | 缪和平           |
| 2003-2007        | 张裕良           |
| 2007-2017        | 唐华             |
| 2017-2022        | 方军             |
| 2023-现在        | 王舟勇           |

## 校友
- 丁公量（1921—2017）：中國人民解放軍軍事將領。[7]
- 陳安羽（1922—2015）：曾任杭州市委第一書記，浙江省人大常委會主任。[8]
- 陈联寿（1934—）：1950年畢業於定海公學。中國大陸大氣科學專家，中國工程院院士，曾任中央氣象台台長。[9]
- 金壮龙（1962—）：曾任上海航天局局长，中国商飞董事长、党委数据，工信部部长。[9]
- 张东辉（1967—）：中国物理化学家，中国科学院院士。[9]
- 裴坚（1967—）：中国有机化学家，北京大学教务部副部长、北京大学化学与分子工程学院副院长、教授。[10]

## 备注
1. ↑  “舯”的本意为“船体的中部”，与该学校毫无关联，但由于“舯”的字形为左右结构“舟”与“中”的组合，故常被用来简洁地作舟中的代称。主要在学生之中，在幽默语境下使用；但也偶有严肃场合使用，如有社团名为“舯微子天文社”，尽管“舯”在此并不完全指代学校，且也含幽默意。
2. ↑  2022级前一般为11班。
3. ↑  2023级前「强基计划」提前招生人数为50人，进入2班；此外，在考入舟山中学的学生中组织考试选拔产生另50人，进入1班。
4. ↑  2022级起开设。